# Капітан-поручник
Капіта́н-пору́чник (рос. Капитан-поручик) — військовий чин X класу (VIII класу в гвардії) Табеля про ранги, що існувало в армії Російської імперії з 1705 по 1798 роки. У 1798 звання перейменоване на штабскапітана. Чин відповідає нинішньому старшому лейтенантові; за посадою — заступник командира роти.
Військово-морський чин IX класу до 1764, VIII класу в 1764⁣ — ⁣1798, у 1798 перейменований в капітан-лейтенанта.
Військове звання капітан-поручника в переважній більшості оберофіцерського складу, титулувалося як «Ваше благородіє».
Капітан-поручник — чин в імператорській армії піхотний, в кінноті йому відповідав чин ротмістра-поручника. Поява в Росії чину капітан-поручника пов'язана з подальшим розвитком організації та управління військами, значними змінами у військовій справі і запозиченням у західних країн, супротивників і сусідів більш регулярної та структурованої, ніж в Московській державі, військової організації.
Чин капітан-поручника був присутній тільки в перших полковницьких або генеральських ротах солдатських і драгунських полків. Капітан-поручник був помічником і заступником командира полку — полковника або генерала — і практично здійснював командування 1-ї роти полку, разом з командиром полку підбирав собі помічника та заступника — поручника, прапороносця — прапорщика, сержантів та інші урядницькі чини роти.
Відповідно до своїх обов'язків капітан-поручник разом з поручником силами урядників організовував навчання нижніх чинів роти, несення ними вартової служби, підтримував у роті дисципліну, очолював роту в поході й командував нею в бою. Функції капітан-поручника практично повністю відповідали функціям капітана.